# معركة الغريف (سبيع)
معركة الغريف (1211هـ -  1797م) سُميت المعركة بهذا الاسم نسبة للموقع الذي وقعت فيه هذه المعركة، وقعت عام 1211هـ. بعدما سارت قوات الجيش العثماني إلى الغريف  الذي يقع على ضفاف وادي سبيع،  قاصدين القضاء على قبيلة سبيع التي كانت موالية مع الدولة السعودية الأولى، وعندما وصل الجيش العثماني بالقرب من الغريف  خرجوا عليه قبيلة سبيع 
وحصّل انذاك معركة طاحنة بين قبيلة سبيع اهل الغريف وبين جيش الدولة العثمانية واشتد القتال بينهم وبين اهل الغريف وبعد هذه المعركة الطاحنة انهزمت جيوش الدولة العثمانية على يد قبيلة سبيع هزيمة ساحقة.

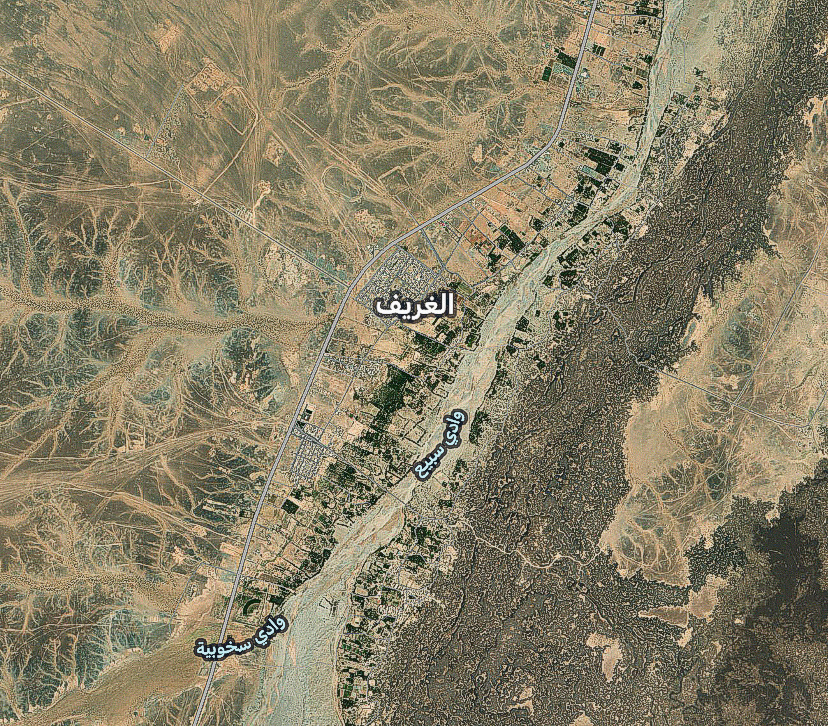
صورة من الخريطة توضح موقع معركة الغريف

## انظر ايضاً
- معركة الحاير (البدع)
- سبيع
- الغريف